# 人妻風俗
人妻風俗（ひとづまふうぞく）とは、ひとつの趣向に特化した性風俗の1ジャンルのことである。ソープランド・ホテヘル・デリヘル・イメクラなどで、「人妻」をイメージさせる女性が性的サービスを行う。

## 時代背景
1990年代に入り、女子中高生を中心とした「ブルセラ」が社会現象となった。風俗業界にもその現象は波及し、
ブルセラをイメージさせる若い女性とサービス内容を打ち出した店舗が数多く出現する。しかし、児童保護の観点から社会的な批判を受けることにもなり、90年代中盤から後半にかけてブルセラブームは沈静化していく。その後を受けて出現してきたのが「人妻風俗」だった。
人妻風俗は「低い年齢層の中高生をイメージさせる女性」ではなく「20代以降の成熟した大人世代の女性」によるサービスを謳い、集客に成功する。渡辺淳一の不倫小説「失楽園」がブームとなったことも追い風となり、デリヘル・ホテヘル店が新たに風適法管理下に入った1999年前後、風俗の1ジャンルとして定着した。

## 現況と問題点
「人妻」という大枠以外は店によってコンセプトは違うが、下は20代・上は60代以上という幅広い世代の女性が従事している。これは、風俗業に従事する女性の就業機会を増やす結果にもなった。本当の人妻であるならば民法上の不貞行為に該当する可能性もあるが、フィクションとして楽しませるというレジャー産業の基本スタンスと、幅広い世代の女性従業員を雇用できるという意味で、均衡が保たれている。不倫や浮気に寛容な日本社会独特の風俗ジャンルであるとも言える。